# Nahr al-Asi
Nahr al-Asi (i antikken Orontes) er en flod, som har sin kilde i bjergene i Libanon og løber mod nord gennem Syrien til Tyrkiet hvor den munder ud i Middelhavet nær Antiokia.
35°15′00″N 36°35′00″Ø / 35.25°N 36.583333333333°Ø